# Gustav Heinrich Otth
Gustav Heinrich Otth  ( 1806 -1874 ) fue un botánico y micólogo alemán.

## Algunas publicaciones
- Otth, GH. 1861. Über die Brand- und Rostpilze. Mitteilungen der Naturforschenden Gesellschaft in Bern 1861: 57-88
- Otth, GH. 1863. Vierter Nachtrag zu dem in Nº 15-23 der Mittheilungen enthaltenen Verzeichnisse Schweizerischer Schwämme von Trog. Mitteilungen der Naturforschenden Gesellschaft in Bern 1863: 70-90
- Otth, GH. 1868. Sechster Nachtrag zu dem in Nº 15-23 der Mittheilungen enthaltenen Verzeichnisse Schweizerischer Schwämme von Trog. Mitteilungen der Naturforschenden Gesellschaft in Bern 1868: 37-88
- Otth, GH. 1868, publ. 1869. Sechster Nachtrag zu dem in Nº 15-23 der Mittheilungen enthaltenen Verzeichnisse Schweizerische Pilze von Trog. Mitteilungen der Naturforschenden Gesellschaft in Bern 1868: 37-88
- Otth, GH. 1870. Siebenter Nachtrag zu dem in Nº 15-23 der Mittheilungen enthaltenen Verzeichnisse Schweizerischer Schwämme von Trog und Fortsetzung der Nachträge vom Jahr 1846, 1850, 1857, 1865 & 1868. Mitteilungen der Naturforschenden Gesellschaft in Bern 1870: 88-115

- La abreviatura «G.H.Otth» se emplea para indicar a Gustav Heinrich Otth como autoridad en la descripción y clasificación científica de los vegetales.[1]